# Schlagte
Schlagte ist ein Ortsteil der Gemeinde Weste im niedersächsischen Landkreis Uelzen.

## Geografie und Verkehrsanbindung
Schlagte liegt südöstlich des Kernortes Weste. Die B 191 verläuft südöstlich und die Landesstraße L 252 unweit nördlich. Nördlich und westlich vom Ort fließt der Dörmter Bach, ein rechter Nebenfluss der Wipperau.

## Sehenswürdigkeiten
Als Baudenkmal war ein Hofschafstall (Schlagte Nr. 3) ausgewiesen (siehe Liste der Baudenkmale in Weste (Niedersachsen)#Ehemalige Baudenkmale).